# Alagie Sosseh
Alagie Sosseh (* 21. Juli 1986) ist ein schwedisch-gambischer Fußballspieler.

## Karriere

### Verein
Sosseh spielte für Hammarby IF und Landskrona BoIS, ehe er im Sommer 2019  in die Türkei zum Zweitligisten Fatih Karagümrük SK wechselte.

### Nationalmannschaft
Bis zum 31. März 2011 hatte er sieben Länderspiele als Innenverteidiger für die Gambische Fußballnationalmannschaft gespielt.